# Dicliptera cubangensis
Dicliptera cubangensis är en akantusväxtart som beskrevs av Spencer Le Marchant Moore. Dicliptera cubangensis ingår i släktet Dicliptera och familjen akantusväxter. Inga underarter finns listade i Catalogue of Life.